# François Denys Légitime
François Denys Légitime (20 de noviembre de 1841 - 29 de julio de 1935) fue un militar y político haitiano que se desempeñó como presidente de Haití desde 1888 hasta 1889.

## Biografía
Légitime nació en Jérémie, Haití, el 20 de noviembre de 1841, hijo de Denys Légitime y Tinette Lespérance. Légitime se casó con Rose-Marie Isaure Marion y tuvo nueve hijos: Cuvier, Edmond, Angèle, Antoinette, Denis Jr., Léon, Clemence, Marie y Agnès.
Sirvió como general adjunto durante el gobierno de Fabre Geffrard, y como ayudante de campo durante el gobierno de Sylvain Salnave. Fue Secretario de Estado del Interior y luego Secretario de Estado del Interior y de Agricultura durante el gobierno de Lysius Salomon. Durante esta administración, Légitime fue acusado de aspirar a la presidencia, y en consecuencia se fue a Kingston, Jamaica, permaneciendo tres años. Luego regresó a Haití por invitación de sus seguidores, y el 7 de octubre de 1888 fue elegido presidente del gobierno provisional. El general Seide Thelemaque denunció su elección como fraudulenta e intentó hacerse presidente, pero fue asesinado en la batalla que siguió. Légitime asumió como presidente de Haití el 16 de diciembre de 1888, pero renunció en 1889, debido a la oposición del general Florvil Hyppolite, y nuevamente se retiró a Jamaica. En 1896, el presidente Tirésias Simon Sam otorgó una amnistía general y Légitime regresó a Haití. Murió el 29 de julio de 1935 en Puerto Príncipe.